# Zsófia Reisinger
Zsófia Reisinger (* 5. November 1989 in Budapest) ist eine ungarische Wasserspringerin. Sie startet im Kunstspringen vom 3-m-Brett und im 3-m- und 10-m-Synchronspringen, trainiert wird sie von Katalin Haász.
Reisinger bestritt ihre ersten internationalen Titelkämpfe bei der Junioreneuropameisterschaft 2006, vom 3-m-Synchronspringen belegte sie Rang sechs. Im Erwachsenenbereich debütierte sie bei der Europameisterschaft 2008 in Eindhoven, schied mit Flóra Gondos im 3-m-Synchronwettbewerb aber nach dem Vorkampf aus. Erfolgreicher verlief im folgenden Jahr die Europameisterschaft in Turin und die Weltmeisterschaft in Rom, wo das Duo jeweils das Finale erreichte und die Ränge sechs und zwölf belegte. Reisinger nahm bei der Heimeuropameisterschaft 2010 in Budapest, 2011 in Turin und 2012 in Eindhoven mit Gondos im 3-m-Synchronspringen und mit Villő Kormos im 10-m-Synchronspringen teil und erreichte in allen Wettbewerben im Finale immer Rang sechs.